# Anheteromeyenia argyrosperma
Anheteromeyenia argyrosperma är en svampdjursart som först beskrevs av Thomas Henry Potts 1880.  Anheteromeyenia argyrosperma ingår i släktet Anheteromeyenia och familjen Spongillidae. Inga underarter finns listade i Catalogue of Life.